# Lineaspis callitris
Lineaspis callitris är en insektsart som först beskrevs av Robert Malcolm Laing 1929.  Lineaspis callitris ingår i släktet Lineaspis och familjen pansarsköldlöss. Inga underarter finns listade i Catalogue of Life.